# 霍帕

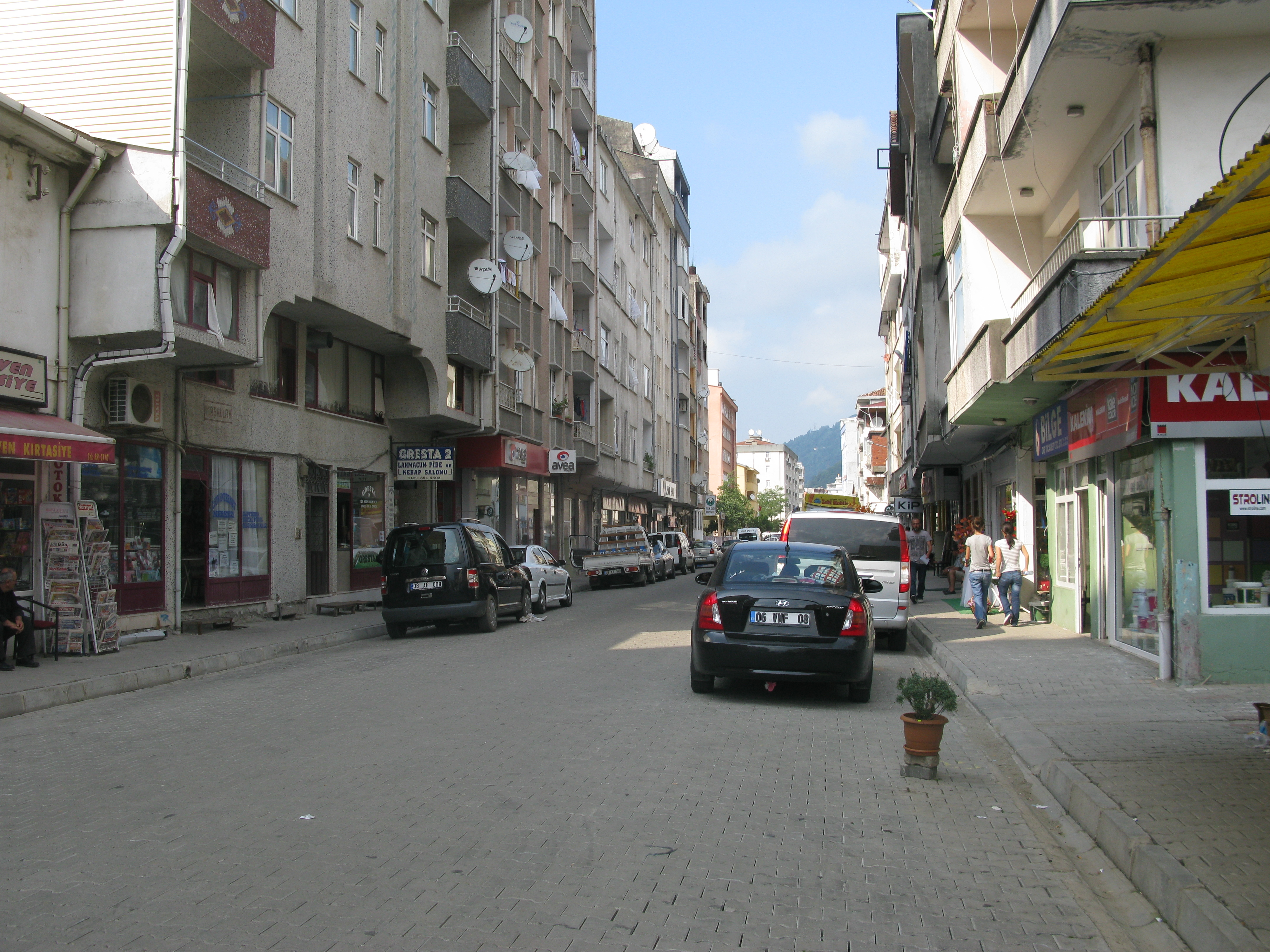

霍帕是土耳其的城市，由阿爾特溫省負責管轄，位於該國東北部黑海沿岸，距離首府阿爾特溫約67公里，毗鄰與格魯吉亞接壤的邊境，面積389平方公里，海拔高度10米，2010年人口17,433。

## 外部連結
- Governor's Office （页面存档备份，存于）
- the Municipality （页面存档备份，存于）
- （土耳其文） Photo and Art website （页面存档备份，存于）
- （土耳其文） Photo and mountaineering （页面存档备份，存于）
- local information
- （土耳其文） photos of Hopa in local news website
- Hopa Port's web site

41°24′25″N 41°26′08″E / 41.40694°N 41.43556°E